# Íbis-pescoço-de-palha
O íbis-pescoço-de-palha (nome científico: Threskiornis spinicollis) é uma espécie de ave pelicaniforme pertencente à família Threskiornithidae. Pode ser encontrada na Austrália, Nova Guiné e em partes da Indonésia.

## Descrição
O íbis-pescoço-de-palha é uma ave grande, com cerca de 59–76 cm de comprimento, uma envergadura de aproximadamente 100–120 cm, e um peso que varia de 1,1 a 1,5 kg. Possui uma cabeça preta nua e um bico preto longo e curvado para baixo. Sua plumagem é altamente iridescente à luz do sol; suas asas são escuras, com um brilho iridescente e multicolorido. O dorso é preto-azulado brilhante, com um brilho metálico roxo, verde e bronze, e um colarinho escuro. A parte superior do pescoço é branca; suas pernas são geralmente vermelhas perto do topo e cinza escuro na direção dos pés. Os adultos têm penas cor de palha no pescoço, dando à ave seu nome comum.
Os sexos são semelhantes, embora os machos tenham bico mais longo e as fêmeas uma faixa escura na parte superior do peito. Os juvenis têm cores mais opacas e bicos mais curtos com menos curvatura, e não têm as plumas cor de palha no pescoço.

## Distribuição e habitat
Os íbis-de-pescoço-de-palha são comumente encontrados em toda a Austrália, fazendo ninhos pelo menos ocasionalmente em todos os estados e territórios, exceto no interior árido. Eles são mais abundantes na costa leste, e vagam pela Nova Zelândia, Ilha Norfolk e Ilha Lord Howe.
Eles são vistos com menos frequência na Nova Guiné, Indonésia e, ocasionalmente, na Tasmânia e em outras ilhas do Estreito de Bass.
Podem ser encontrados ao redor de pântanos rasos de água doce, áreas de cultivo, margens de pântanos e lagoas e pastagens úmidas ou secas. Tendem a evitar áreas áridas e de água salgada e lodaçais costeiros. Eles são frequentemente vistos de pé em galhos altos de árvores nuas, recortadas contra o céu.

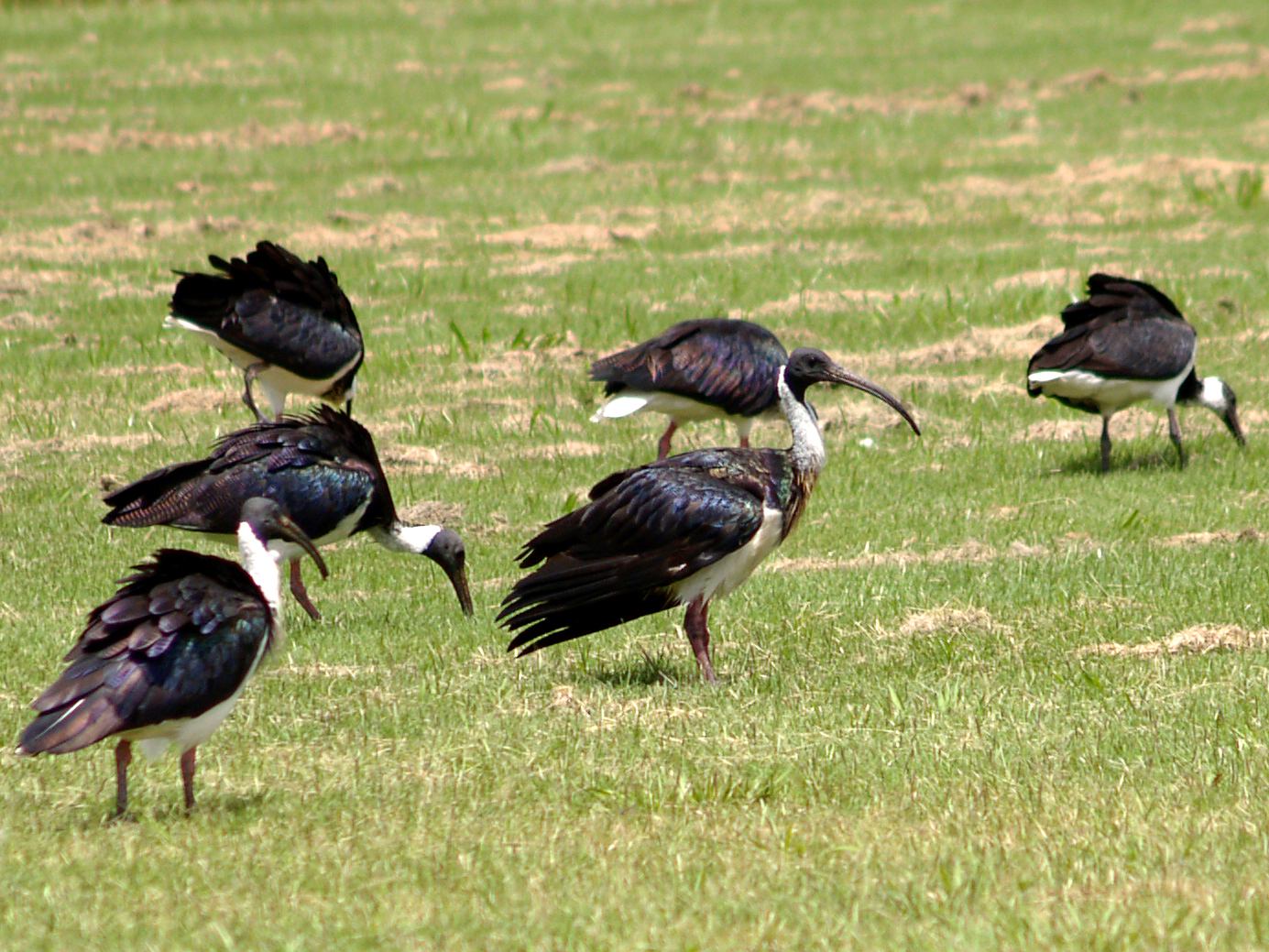
Bando de íbis-de-pescoço-de-palha

## Comportamento
Íbis-pescoço de palha são nômades. São aves parcialmente migratórias: algumas aves são sedentárias, enquanto outras fazem movimentos sazonais ou erráticos quando a disponibilidade de água varia. As migrações sazonais são registradas do sudeste e norte da Austrália, bem como da costa e dos pântanos do interior da Austrália central e através do Estreito de Torres entre o nordeste da Austrália e o sul da Nova Guiné. Os migrantes não reprodutores chegam ao oeste da Austrália e partem no outono, as datas de chegada estão intimamente relacionadas com as chuvas durante a primavera anterior. Eles normalmente voam em linha ou em formação V, alcançando grandes altitudes durante movimentos de longa distância.
As vocalizações são feitas principalmente em torno de colônias reprodutoras; as chamadas são compostas de coaxos, latidos e grunhidos. Em vôo, em intervalos, eles podem produzir um grunhido rouco.

## Dieta
Íbis-pescoço de palha se alimentam principalmente de invertebrados aquáticos e terrestres, embora suas dietas possam variar. Em águas rasas, íbis-de-pescoço-palha se alimentam de insetos aquáticos, moluscos, rãs , lagostins de água doce (Cherax) e peixes. Em terra, eles se alimentam de gafanhotos, grilos e outros insetos. Eles também comem pequenos lagartos, escíncidos, e outros pequenos répteis. Ocasionalmente, podem comer sapos (Bufo marinus), serpentes e roedores; dejetos humanos também podem compor parte de suas dietas.
Eles se alimentam em bandos de até 200 aves; eles sondam o solo, lama, fendas, vegetação ou águas rasas.

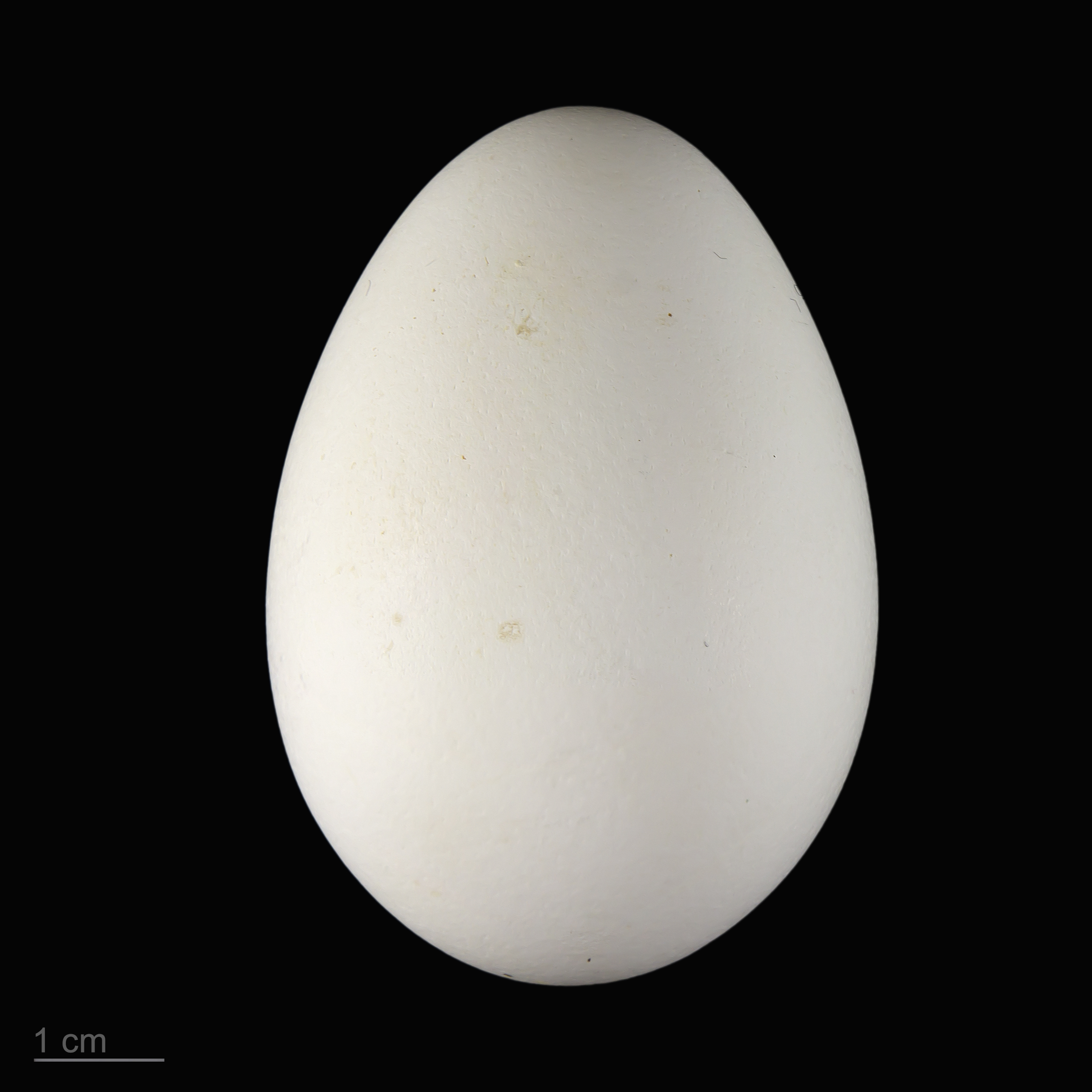
Ovo de Threskiornis spinicollis - MHNT

## Reprodução
A época de reprodução é altamente variável, influenciada principalmente pelas condições da água. No sudoeste da Austrália, normalmente ocorre de agosto a dezembro. A reprodução foi observada durante todos os meses nas regiões centro e norte, geralmente ocorrendo ao longo do ano após chuvas fortes em algumas áreas.
Eles se reproduzem em colônias, geralmente com íbis-brancos australianos. Os ninhos são usados ano após ano. As ninhadas variam de 2 a 5 ovos, com um período de incubação de cerca de 24 a 25 dias, por ambos os pais. Ambos os pais alimentam e cuidam dos filhotes por cerca de 35 dias após a eclosão. A alimentação é por regurgitação e continua até duas semanas após o filhote sair do ninho.